# Icono de la moda

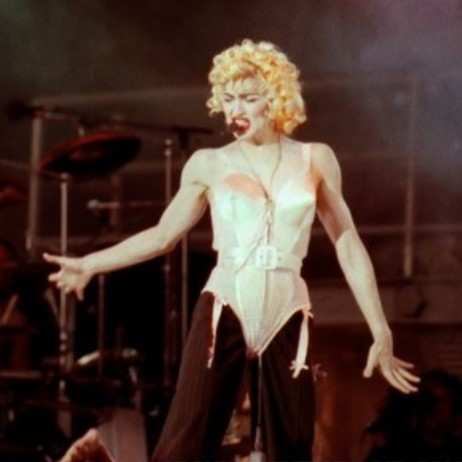
Madonna, quizás el ícono de la moda más influyente de la historia (sic) Jean-Paul Gaultier.

Un icono de la moda es un personaje público que por su imagen personal y determinado estilo a la hora de cuidar su aspecto ha marcado y provocado que un gran número de personas imiten su estética y que artistas y casas de moda se inspiren en ellos. Tradicionalmente, se ha tratado de personas vinculadas al mundo del espectáculo y de la alta sociedad, aunque también personajes televisivos han marcado una determinada tendencia debido al cuidado de su estilo.

## Iconos de la moda del mundo del cine
- Marlene Dietrich, cuyo estilo andrógino puso de moda el uso de prendas masculinas (como el esmoquin)[1] por parte de las mujeres.

- Louise Brooks, cuyo corte de pelo corto y de flequillo recto es uno de los símbolos del período de entreguerras.[2]

- Veronica Lake, su icónico peinado platino, denominado peekaboo, ocultándole un ojo fue de inmediato universalmente imitado.[3]

- Marilyn Monroe, icono de feminidad que ha influido a múltiples artistas como Madonna, Gwen Stefani, Christina Aguilera y Lindsay Lohan.

- Edie Sedgwick, símbolo de la feminidad y la sencillez física de quien quiere lograr sus metas.

- Audrey Hepburn, exponente del glamour "casual", su estilo no ha dejado de estar de moda.

- Brigitte Bardot, la diva francesa de melena rubia y oscuro maquillaje de ojos sigue siendo un referente para artistas como Shakira, Claudia Schiffer o Patricia Conde.[4]

- Katharine Hepburn, una de las primeras mujeres que usó pantalones en los años 1930.[5]

## Iconos de la moda del mundo de la política
- Jacqueline Kennedy Onassis, cuya habilidad para dibujar la llevó a idear varios de los atuendos que lució cuando se convirtió en primera dama de los Estados Unidos.[6] A menudo trabajó con su amigo, el diseñador Oleg Cassini, quien la ayudó a desarrollar su estética basada en los frisos confeccionados antiguamente en Grecia y Egipto.[6] Bouvier se destacó por sus trajes de colores sólidos, sus vestidos sin mangas, sus casquetes y sus grandes gafas de sol conocidas como lunettes.[7][6]

- Diana de Gales, debido a su imagen carismática, fue todo un referente como icono de la moda, estilo y elegancia, a su vez asociada a diversas causas humanitarias.

- Grace Kelly,considerada como una de las mejores actrices del siglo XX, y después como princesa de monaco su humildad y carisma con la cruz roja y su estilo en los eventos, un icono del glamour del siglo pasado.

- Eva Perón no solo fue uno de los iconos del siglo XX, sino que su pasión por la moda quedó asociada a su imagen pública.

- Gayatri Devi, maharaní de Jaipur, India.

## Iconos de la moda del mundo de la música
- Madonna marcó tendencias desde que debutó en los años 1980.

- Amy Winehouse por su estilo pin-up acompañado de tatuajes y un peinado beehive exagerado que fue fuente de inspiración para muchos diseñadores.

- Cher y los excéntricos atuendos que lució durante los años 1970, 80 y 90, varios de ellos diseñados por Bob Mackie.[8]

- Grace Jones y su apariencia andrógina con cabello corto y hombreras puntiagudas en los años 1980.[9]

- Rihanna su pasión por la moda, fue llevada a los escenarios y creó su línea de ropa basándose en su propio estilo personal.

- Michael Jackson tenía una extravagante forma de vestir iba desde ropa de militar hasta trajes decorados con lencería.

- Prince, cuya apariencia andrógina y sensual lo convirtieron en un ícono.

- David Bowie es considerado icono de la moda por los extraños trajes y forma de vestir en sus vídeos y presentaciones en vivo.

- Lady Gaga es conocida por su arriesgada forma de vestirse y la inherente naturaleza subjetiva de su arte.

## Iconos de la moda del mundo de la televisión
- Carrie Bradshaw, protagonista de la serie Sex and the City, interpretado por Sarah Jessica Parker. Es la Fashion victim por excelencia del mundo de la televisión.
- Fran Fine, protagonista de la serie “The Nanny, interpretada por Fran Drescher. Sus conjuntos de minifalda y suéter son un icono de la moda en los años 1990.
- Alex Russo, protagonista de la serie Wizards of Waverly Place, interpretada por Selena Gomez, su estilo ecléctico es un icono de la moda adolescente.
- Blair Waldorf, protagonista de la serie Gossip Girl, interpretado por Leighton Meester. A través de esta serie se enmarca como la joven diva de Manhattan símbolo del glamour y la clase.[10]
- Chuck Bass, antagonista de la serie adolescente Gossip Girl interpretado por Ed Westwick. Su recuperación del estilo Dandi ha influenciado en una horquilla de población no acostumbrada a ese estilismo.[11]
- Blake Lively, protagonista de la serie Gossip Girl cuyo personaje fue la multimillonaria Serena van der Woodsen.